# Joseph-Romuald Léonard
Joseph-Romuald Léonard (1876 - 1931) était un homme d'Église catholique canadien qui fut notamment évêque de Rimouski.

## Biographie
Joseph-Romuald Léonard est né le 19 août 1876 à Carleton.  Il fut ordonné prêtre le 25 février 1899 par l'évêque André-Albert Blais à Carleton,. Il commença son sacerdoce aux services de l'Évêché de Rimouski en tant que secrétaire, maître de cérémonies et chancelier. Il fut nommé directeur du Grand Séminaire de Rimouski en 1905; position qu'il dut abandonnée pour prendre du repos à cause de son état de santé. En 1907, il reprit le travail en tant qu'assistant du curé de la paroisse de Bonaventure en Gaspésie, mais il fut vite nommé à la cure de Saint-Damase dans la vallée de la Matapédia. Il prit la cure de Saint-Damase alors qu'un débat envenimait la population paroissiale quant à la question de l'emplacement de la nouvelle église. En effet, une partie des habitants de Saint-Damase voulait que l'église soit construite à l'emplacement de la chapelle qui servait depuis 30 ans et une autre partie voulait qu'elle soit construite plus près du centre géographique de la paroisse. L'évêque André-Albert Blais avait vu en l'abbé Léonard un homme adéquat afin de régler la situation délicate. Dès son arrivée, le curé Léonard fit une mise au point avec ses paroissiens afin que cesse cette antipathie entre les deux clans qui se rendaient jusqu'au désordre public. En 1908, il fit exécuter des travaux de réfection du presbytère qui était trop froid en hiver. En 1909, il entreprit à ses frais la finition extérieure en le lambrissant de bardeaux de cèdre, en l'entourant de galeries et de vérandas, en décorant sa façade et en le peinturant. Il entreprit l'établissement d'une caisse populaire à Saint-Damase et invita Alphonse Desjardins, le fondateur des caisses populaires, à venir présider lui-même la fondation de la Caisse Populaire de Saint-Damase le 2 novembre 1910. La question de l'emplacement de la future église demeura en suspens pendant le ministère du curé Léonard qui se termina en septembre 1912; celui-ci informant l'évêque Blais sans parti pris et étudiant la question en détail. L'abbé Léonard repris la direction du Grand Séminaire de Rimouski. Après quelques mois à cette position, il dut prendre du repos à nouveau avant d'être nommé chanoine titulaire du Chapitre de la Cathédrale et curé de Saint-Octave-de-Métis en 1913. En 1915, il fut réaffecté à la cure de Mont-Joli. Il fut élit évêque de Rimouski le 19 décembre 1919 par le pape Benoît XV à Mont-Joli en succédant à André-Albert Blais. Il reçut l'ordination épiscopale du cardinal Louis-Nazaire Bégin le 25 février 1920 à Rimouski avec comme co-consécrateurs Edouard Alfred LeBlanc et Guillaume Forbes. Il dut démissionner en 1926 pour cause de maladie et nommé évêque titulaire d'Agathopolis (de), mais il continua de travailler à l'administration diocésaine jusqu'en 1928 lorsqu'il pris sa retraite au Juvénat des Frères du Sacré-Cœur de Rimouski où il fut aumônier jusqu'en août 1929. C'est alors qu'il se retira à l'hospice de Chandler où il meurt le 9 février 1931 à l'âge de 54 ans,.